# Глобоко (Брежице)
Глобоко (словен. Globoko) је насељено место у општини Брежице, Посавска регија, Словенија.

## Историја-
До територијалне реорганизације у Словенији било је у саставу старе општине Брежице.

## Становништво
У попису становништва из 2011. године, Глобоко је имало 323 становника.
| Број становника према пописима | Број становника према пописима | Број становника према пописима | Број становника према пописима | Број становника према пописима | Број становника према пописима | Број становника према пописима | Број становника према пописима | Број становника према пописима | Број становника према пописима | Број становника према пописима | Број становника према пописима | Број становника према пописима | Број становника према пописима |
| ------------------------------ | ------------------------------ | ------------------------------ | ------------------------------ | ------------------------------ | ------------------------------ | ------------------------------ | ------------------------------ | ------------------------------ | ------------------------------ | ------------------------------ | ------------------------------ | ------------------------------ | ------------------------------ |
| 1869                           | 1880                           | 1890                           | 1900                           | 1910                           | 1931                           | 1948                           | 1953                           | 1961                           | 1971                           | 1981                           | 1991                           | 2002                           | 2011                           |
| 263                            | 284                            | 325                            | 338                            | 381                            | 392                            | 346                            | 378                            | 365                            | 360                            | 348                            | 332                            | 301                            | 323                            |

## Галерија
- основна школа
- панорама